# Заветни крст у Земуну
Заветни крст у Земуну се налази на раскршћу Господске улице и Магистратског трга, а саградио га је Лазар Урошевић 1863. године.

## Историја
Заветни крст подигао је Лазар Урошевић, Земунац, син Милоша Урошевића, познатог трговца и помагача устаничке Србије. Његова кућа се налазила одмах поред крста, а касније ју је купила породица Марковић. Кућа породице Марковић данас има статус споменика културе.
Крст је током готово 140 година постао и један од најважнијих симбола града. Постојање трга је основни услов да би неко насеље имало карактер града. Заветни крст на Тргу, као поклон грађана свом граду, постао је симбол градског живота, симболични носилац хришћанских порука љубави и мира и израз жеље становника за цивилизованим животом. На свом месту опстао је и током Првог и у Другог светског рата.
Након Другог светског рата комунистичка власт је 1954. године уклонила крст. Премештен је у порту Николајевске цркве, али је враћен и рестауриран 1995. године. Слике на споменику поново је урадио уметник Милован Крзнарић 2003. године.

## Изглед крста
Крст је од мермера, на мермерном постаменту, ограђен оградом од кованог гвожђа и украшен сакралним сликама. На постаменту стоји натпис: „У славу божију и у знак жарке љубави ка православљу и једнородној браћи Србској, особито пак за спомен родитеља својих, Милоша и Христине, подиже задужбину ову син земунски Лазар Урошевић са супругом својом Аном, године 1863.”